# Pala (Türi)
Pala – wieś w Estonii, w prowincji Järva, w gminie Türi.